# Taryn Power
Taryn Stephanie Power (Los Angeles, Kalifornia, 1953. szeptember 13. – Viroqua, Wisconsin, 2020. június 26.) amerikai színésznő, Romina Power testvérhúga, Tyrone Power Jr. féltestvére.

## Élete
1953. szeptember 13-án született Los Angelesben Tyrone Power (1914–1958) színész és Linda Christian (1923–2011) színésznő gyermekeként. Szülei 1956-ban elváltak. Ezt követően anyjával és nővérévével, Romina Powerrel (1951) a világ számos pontján élt. Gyermekkorát főleg Olaszországban és Spanyolországban töltötte.
Színészként nyolc filmben szerepelt. Ebből az első kettő spanyol, a többi angol nyelvű volt.
Jelentősebb szerepet az 1975-ös Monte Cristo grófja (The Count of Monte-Cristo) és az 1977-es Szindbád és a tigris szeme (Sinbad and the Eye of the Tiger) című filmekben alakított.

## Filmjei
- María (1972)
- Un viaje de locos (1974)
- Monte Cristo grófja (The Count of Monte-Cristo) (1975, tv-film)
- Bordella (1976)
- Tracks (1976)
- Szindbád és a tigris szeme (Sinbad and the Eye of the Tiger) (1977)
- The Hardy Boys/Nancy Drew Mysteries (1977, tv-sorozat, egy epizódban)
- Matt Houston (1985, tv-sorozat, egy epizódban)
- Serpiente de mar (1985)
- Eating (1990)
- Sulle mie spalle (2020)

## További információ
- Taryn Power a PORT.hu-n (magyarul)
- Taryn Power az Internetes Szinkronadatbázisban (magyarul)
- Taryn Power az Internet Movie Database-ben (angolul)
- Taryn Power a Rotten Tomatoeson (angolul)